# 亚历山大的希罗
亚历山大的希罗（希臘語：Ἥρων ὁ Ἀλεξανδρεύς）（公元10年—70年） ，是一位古希腊数学家，居住于罗马帝国治下的埃及。他也是一名活跃於家鄉亚历山大港的工程师，被认为是古代最伟大的实验家，其著作於希臘化時代科學傳統方面享負盛名。
海龍發明了一種叫汽轉球的蒸汽機。在他這麼多種發明之中，最著名的是風輪，這發明是其中一種最早利用風能的設備。一般認為他也是一位原子論者，他的一些思想乃源自克特西比烏斯的著作。

## 背景
由於希羅的作品深受巴比倫文化的影響，所以他曾被少數學者認為他是一位帶有埃及或腓尼基血統的希臘人。但現代學者卻認為他是一位純希臘人。數學歷史學家卡爾·本雅明·博耶（C. B. Boyer）解釋，希羅之所以被認為是埃及人或腓尼基人，是因為他的作品帶有濃烈的巴比倫色彩。但是最少自亚历山大大帝時期起至古典時代結束的一段時期，希臘的確與美索不達米亞有許多來往，而且不難看到巴比倫的算術和代數幾何學一直對希臘化文明產生重大影響。

## 事蹟
由於希羅大部份的作品（包括數學、力學、物理和氣體力學）都以講稿的形式出現，所以他被認為曾在繆斯之家教學（包括亞歷山大圖書館）。此外，雖然這些學術領域在二十世紀之前尚未正式化，但他的發明為模控學的研究資料。希羅發明了許多設備，例如：汽轉球、自動售賣機、注射器、蒸氣風琴等。

## 發明

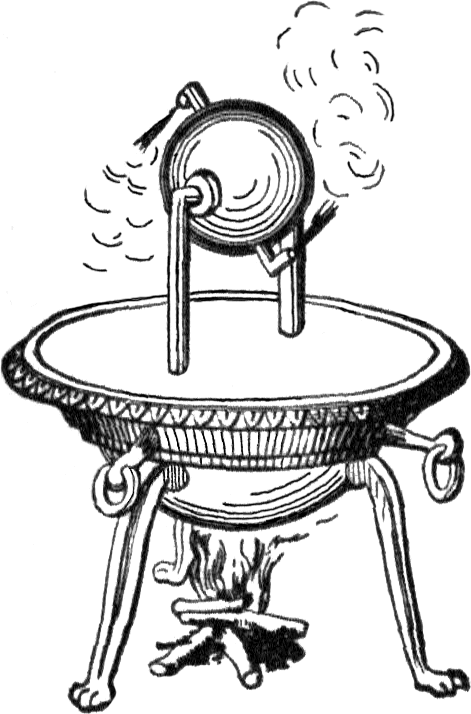
汽轉球

- 希羅所發明的汽轉球，是有文獻記載以來的第一部蒸汽機。它比工業革命早二千年製造。汽轉球主要是由一個空心的球和一個裝有水的密閉鍋子以兩個空心管子連接在一起，而在鍋底加熱使的水沸騰然後變成水蒸氣然後由管子進入到球中，最後水蒸氣會由球體的兩旁噴出並使得球體轉動。
- 世界上第一部自動售賣機也是出於希羅之手，當在機器頂上的槽接受了投幣者的硬幣時，機器就會分配一定份量的聖水給投幣者。這發明被收納在希羅的書《機械學與光學》的列表裡。
- 蒸氣風琴是歷史上第一部由風能推動的機器。
- 希羅發明的力泵在古羅馬被廣泛使用，它的其中一種用途是當作火引擎裡的其中一種零件。
- 希羅造的注射器用於傳輸氣體或液體。

## 數學成就
希羅發明了一種用於反覆計算平方根的方法， 叫做Babylonian method。這公式以Babylonian命名，是因為巴比倫人比希羅早知道這種計算法。現今人們比較熟悉希羅發明的海龍公式，這公式是以三角形的邊長來計算三角形的面積。